# كاميلي دي توليدو
كاميلي دي توليدو (بالفرنسية: Camille de Toledo)‏ هو كاتب ومصور ورسام فرنسي، ولد في 25 يونيو 1976 في ليون في فرنسا.